# Нікітін Микита Олександрович
Микита Олександрович Нікітін (рос. Никита Александрович Никитин; 16 червня 1986, м. Омськ, СРСР) — російський хокеїст, захисник. Виступає за «Едмонтон Ойлерс» у Національній хокейній лізі (НХЛ). Заслужений майстер спорту Росії (2012).
Вихованець хокейної школи «Авангард» (Омськ). Виступав за «Авангард» (Омськ), «Сент-Луїс Блюз», «Колумбус Блю-Джекетс».
В чемпіонатах НХЛ — 248 матчів (17+58), у турнірах Кубка Стенлі — 5 матчів (0+0).
У складі національної збірної Росії учасник зимових Олімпійських ігор 2014 (5 матчів, 0+1); учасник чемпіонату світу 2012 (10 матчів, 0+4). У складі молодіжної збірної Росії учасник чемпіонату світу 2006.
Досягнення
- Чемпіон світу (2012)
- Чемпіон Росії (2004), срібний призер (2006), бронзовий призер (2007).
- Володар Кубка європейських чемпіонів (2005)
- Срібний призер молодіжного чемпіонату світу (2006).